# Hartmut Kreikebaum
Hartmut Kreikebaum (* 1. Februar 1934 in Kleinhammer bei Werdohl; † 1. Juli 2016) war ein deutscher Wirtschaftswissenschaftler.

## Leben
Kreikebaum studierte als Stipendiat der Studienstiftung des deutschen Volkes von 1954 bis 1959 Volks- und Betriebswirtschaftslehre bei Alfred Müller-Armack, Günter Schmölders und Erich Gutenberg an der Albert-Ludwigs-Universität Freiburg und Universität zu Köln. 1958 graduierte er als Dipl.-Volkswirt und 1959 als Dipl.-Kaufmann. 1960 wurde er zum Dr. rer. pol. promoviert. 1961/62 absolvierte er ein Masterstudium in Verwaltungswissenschaften an der Harvard University. Nach wissenschaftlicher Assistenz an der Johannes Gutenberg-Universität Mainz und Mitarbeit in der Internen Revision und Organisation bei Boehringer Ingelheim habilitierte er sich 1970 in Köln.
Er hatte von 1971 bis zu seiner Emeritierung 1999 den Lehrstuhl für Industriebetriebslehre mit dem Schwerpunkt Unternehmensethik an der Johann Wolfgang Goethe-Universität Frankfurt am Main inne. Von 1980 bis 1981 war er dort Dekan des Fachbereichs Wirtschaftswissenschaften. Anschließend war er auf Initiative von Klaus Evard bis 2013 Lehrstuhlinhaber für Internationales Management an der EBS Universität für Wirtschaft und Recht in Oestrich-Winkel im Rheingau. Dort gründete er 2006 das Institut für Unternehmensethik und war dessen Akademischer Direktor.

## Wirken
Kreikebaum veröffentlichte 20 Bücher und 130 Beiträge zu Fragen der Unternehmensführung, Umweltpolitik und Ethik. Bereits in den 1970er Jahren engagierte er sich für ökologische Nachhaltigkeit und integrierte Umweltschutzstrategien. Er war langjährig engagiert in der Fulbright-Kommission, zudem wissenschaftlicher Beirat des Goethe-Instituts, in einer Auswahlkommission der Alexander von Humboldt-Stiftung sowie als Vertrauensdozent der Studienstiftung. Er war Gründungsmitglied von Deutsches Netzwerk Wirtschaftsethik - EBEN Deutschland e.V.
Im Rahmen des Forschungsprojekts zur „Einführung und Weiterentwicklung von strategischen Planungssystemen“ war er als Visiting Scholar an der Graduate School of Management der University of California, Los Angeles (1981/82). Zudem war er Gastprofessor an der koreanischen Kyung-Hee-Universität (1985) und an der Leopold-Franzens-Universität in Innsbruck (1993, 1996 und 1997). 
Weitere Forschungsschwerpunkte waren unter anderem der integrierte betriebliche Umweltschutz und ethische Konflikte in Unternehmen.
Für sein Wirken im Umwelt- und Landschaftsschutz wurde er durch Bundespräsident Horst Köhler 2010 mit dem Bundesverdienstkreuz 1. Klasse ausgezeichnet.
Der engagierte Protestant war verheiratet und hatte zwei Kinder. Er war als Prädikant der Evangelischen Landeskirche Hessen-Nassau tätig und engagierte sich für zahlreiche karitative Aufgaben.